# SING女団
SING女団（エスアイエヌジー、スーパーパッションネットジェネレーション、簡体字中国語：SING女团、繁体字中国語：SING女團、拼音：/sɪŋ/ nǚ tuán、直訳：『シング・ガールズ・グループ』）は、2015年にKuGou Musicによって結成された中国のガールグループで、中国のさまざまな地域から選ばれた10人のメンバーで構成されている。2024年現在のラインナップは5人で、主に伝統的な中国音楽にインスパイアされたエレクトロニックダンスミュージックを制作している。
SINGは「Super Impassioned Net Generation」の略語。

## 歴史

### 2015年：結成とデビュー
SINGは2015年8月10日に10人でデビューした。予算の制約から、グループはコンサートチケットの収入に頼らず、主にロイヤリティ、ライセンス料、 merchandise の販売から収益を得た。

### 2016年:ラインナップ変更
2016年に4人のメンバーが活動を休止し、3人の新しいメンバーがグループに加わった。

### 2017: 音の変化
9月に、SINGは「Moonlight Thoughts」というシングルをリリースした。これは彼らにとって初の中国スタイルのエレクトロニック・ダンス・ソングであった。このシングルは、グループが中国での人気と勢いを得る手助けとなった。12月には、グループは「Part of Me」というクリスマスライブコンサートを開催した。コンサートの後、リン・ジンイは健康上の理由で活動を一時停止した。
1月に、グループは初の国際アルバム「SING」をiTunesとSpotifyでリリースした。

### 2018年〜2019年：さらに
SINGの三人のメンバーが、2018年3月にリアルアイドルコンペティション「創造101」(Produce 101)に参加した。姜深は23位、徐詩吟は75位でそれぞれ終了し、賴美雲は6位で最終ラインアップに入り、Rocket Girls 101のメンバーとしてデビューした。
SINGは8月12日に深圳で開催された第2回国際青年会議でパフォーマンスを行った。ソフィーは「電子中国風音楽の視点から見る若者文化と伝統文化の統合」という題でスピーチを行い、若者が伝統中国文化を受け継ぎ、革新するための洞察を自身の経験に基づいて紹介した。
SINGは2018年12月29日にテレビ番組コンペティション「Wo Yao Shang Chun Wan」に「月光の思い」を披露した。この番組はCCTVの春節イベントのパフォーマンスを選出するものであった。SINGは敗れたが、ファン投票を通じて決勝に進出した。
徐詩吟は3月14日に初のソロ曲「白衣少年」をリリースし、6月26日にそのミュージックビデオを公開した。その曲は、2019年1月8日に放送されたドラマ「君を絶対に離さない」のエンディングテーマとして使用された。
バラエティ番組「SING HOME」は2019年に放送を開始し、各エピソードごとに異なるテーマが設けられ、ゲームをプレイしたり、チームでのディスカッションを行ったり、ファンとの交流が行われている。
デビーは1月4日に初のソロ曲「マーメイド」をリリースし、1月21にはそのミュージックビデオを公開した。デビーは、初のソロ曲が人魚の歌声のように人々を惹きつけることを願って「マーメイド」というタイトルを選んだと説明した。
SINGは1月26日に「我要上春晚」の決勝で「如梦令」を披露したが、競争相手に対して審査員の投票で0対5で敗れた。1月28日には、SING、韓雪、そして吴莫愁が「回家过年啦」をCCTVのインターネット春節イベントでパフォーマンスした。1月29日には、SING、韓雪、そしてオスカー・チャンが湖南テレビの春節イベントで「年夜饭」を披露した。2月3日には、SINGが江西テレビの春節イベントで「欢乐中国年」を演奏した。2月4日には、SINGがCCTV春節イベントのカウントダウンで「团团圆圆」をパフォーマンスした。また、同じ日にSINGは「如梦令」と「千年」を広東テレビの春節イベントで披露した。彼らの曲「团团圆圆」は、2月6日の第7回香港旧正月花火大会「团圆」の背景音楽として使用された。
徐詩吟は3月14日に2枚目のソロシングル「あなたは間違っていない」をリリースした。この曲は詩吟自身が作詞し、ミキー・ジャオが作曲を担当した。彼女のキャリアの発見を表現し、支えてくれた人々に感謝の意を示した。彼女は11月12日に3曲目の「Yi Sheng Tian Ya」をリリースした。
デビーは5月15日にアジア文化カーニバルに招待された。彼女はウィリアム・チャン、張藝興、Young Asia Groupと共に「青春のアジア」を演奏した。SINGは5月26日にYo!Bangで「如夢令」と「不羨」を演奏した。
ビアン・リーは7月5日に彼女の初のソロ曲「Someday」をリリースした。その後、11月4日に彼女の2曲目「Deng」をリリースした。
3月17日に、SINGは西安で開催されたOne Yeah Pop Up+フェスティバルでパフォーマンスを行った。SINGは5月11日に同じ祭りの別の版で「Guo Chao Shi Dai」と「Chuan Ren」を演奏した。
8月8日、SINGは中国風のエレクトロニックミュージックのデジタルアルバム「Jie Meng」をリリースした。このアルバムには「Jie Meng」、「Shao Nian Zhong Guo」、「Pi Pa Xing」の3曲が収録された。SINGはデビュー4周年を祝うとともに、10月25日に中国・北京で「Hua Qiang」をリリースした。11月17日には、SINGが「今年の急成長グループ賞」の受賞者として発表され、同じく中国・深センで開催されたアジア音楽祭2019で「Hua Qiang」をパフォーマンスした。12月8日には、「今年の新CPOP世代賞」の受賞者として発表され、マカオで開催されたテンセント音楽エンターテインメントフェスティバル2019で「Jie Meng」をパフォーマンスした。

### 2020年～2022年：卒業、メンバーの変更
Rocket Girls 101が2020年に解散した後、ライ・メイユンはSINGには戻らず、卒業した。
2020年12月26日、ビアン・リーとチェン・リーはグループを卒業し、その後新しいメンバーが加わった。2021年5月には、チン・ユー、ウ・ヤオ、リン・ホイ、ジャン・シェンがグループを卒業した。
リン・ジアホイ、ジョン・イン、マ・シュエジャオ、そしてイン・ワンルイは2021年にSINGとしてデビューした。しかし、ジョン・イン、リン・ジアホイ、マ・シュエジャオは、2021年に卒業した前の4人のメンバーと共に「初夢谣」（チューメンヤオ）の練習室の動画に参加していた。これは彼らが卒業する前に撮影されていた。

### 2024年～現在：継続中
イヴァン、宗思宇、徐詩尹、馬嬌が「春を上げてため息を」でデビューした。